# شانيي (الأردين)
شانيي هي بلدية فرنسية تقع في إقليم الأردين في منطقة غراند إيست.

## الأماكن والمعالم الأثرية

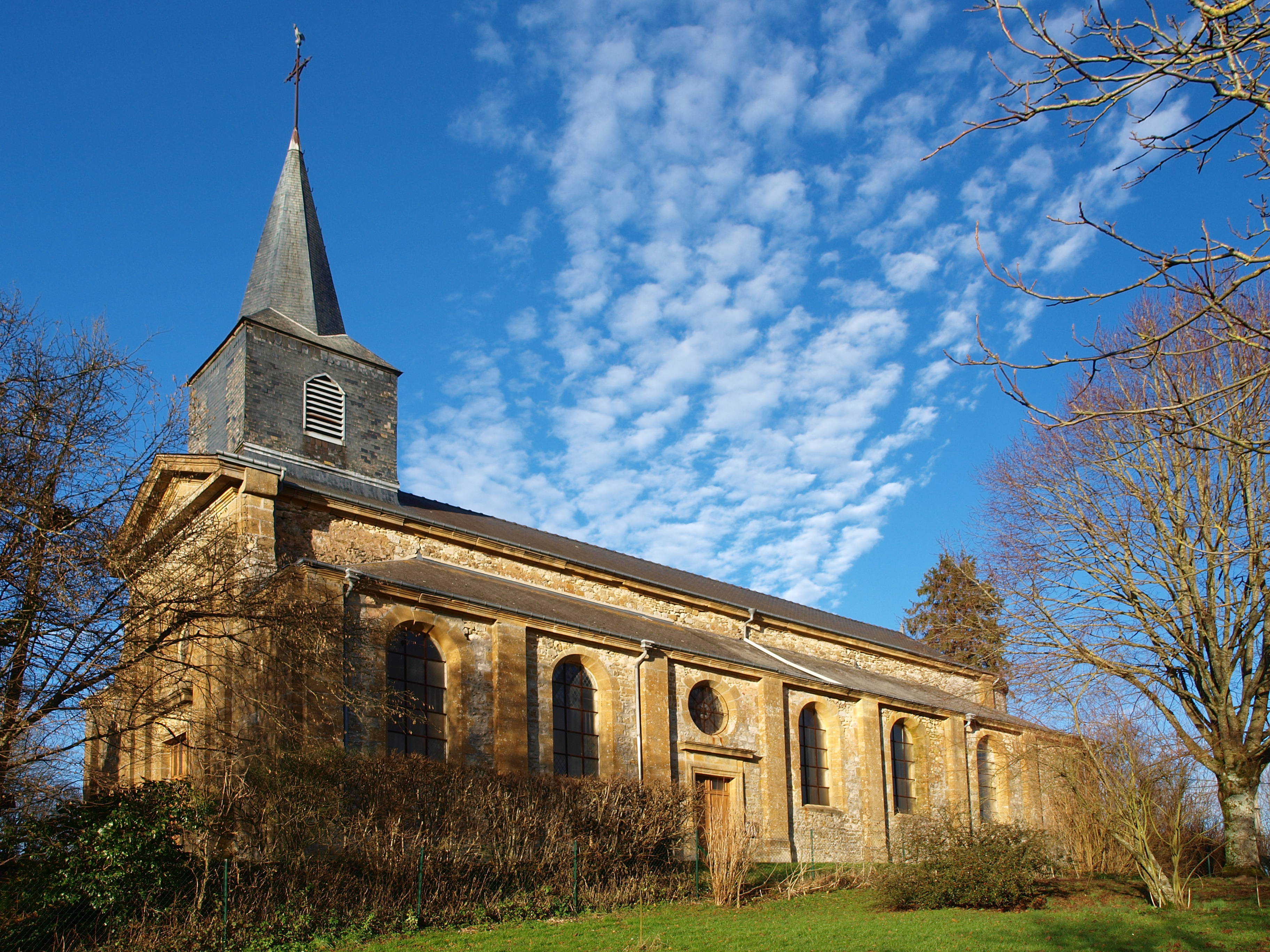
كنيسة تشاجني.
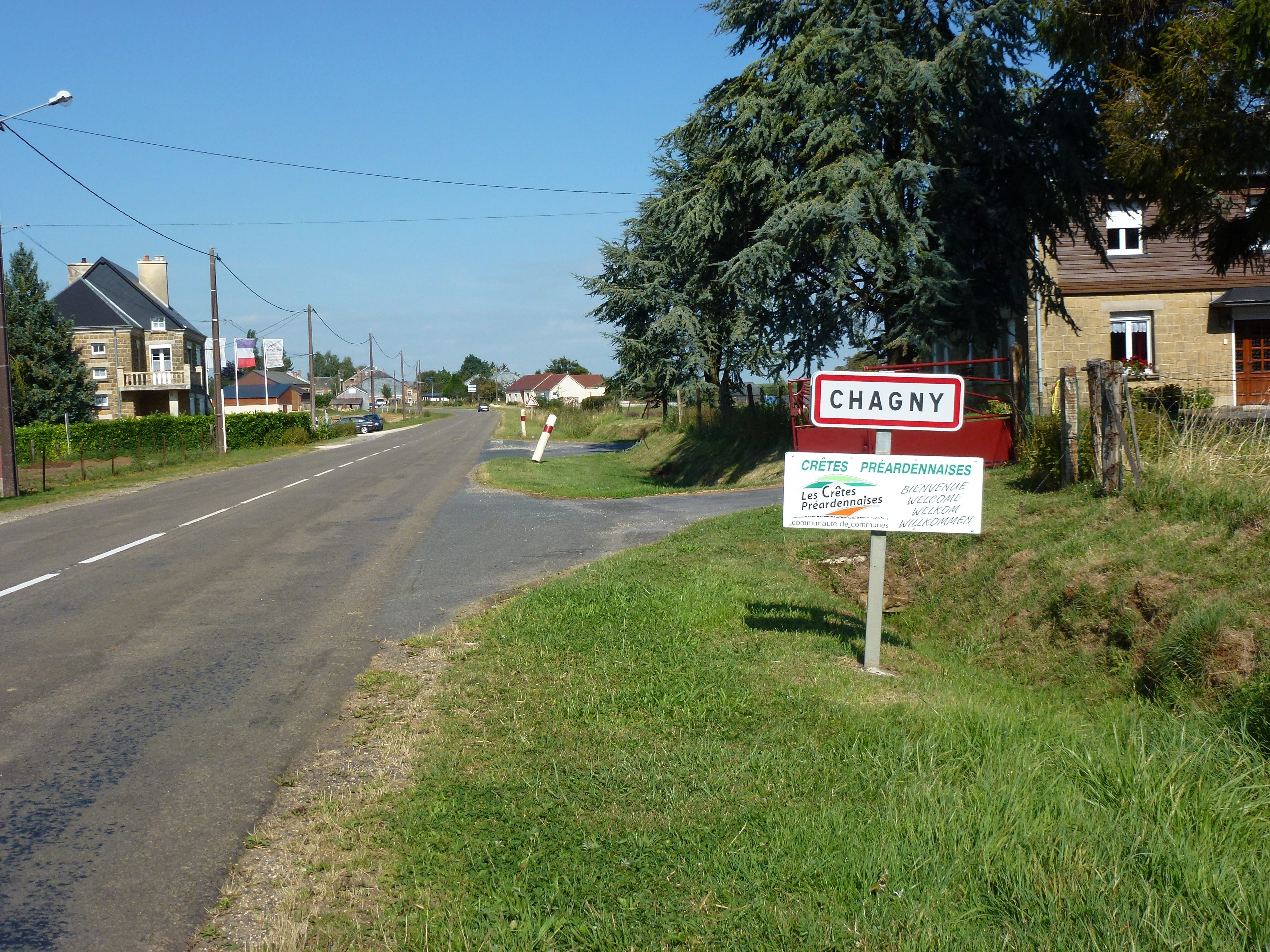
لافتة مدخل القرية.
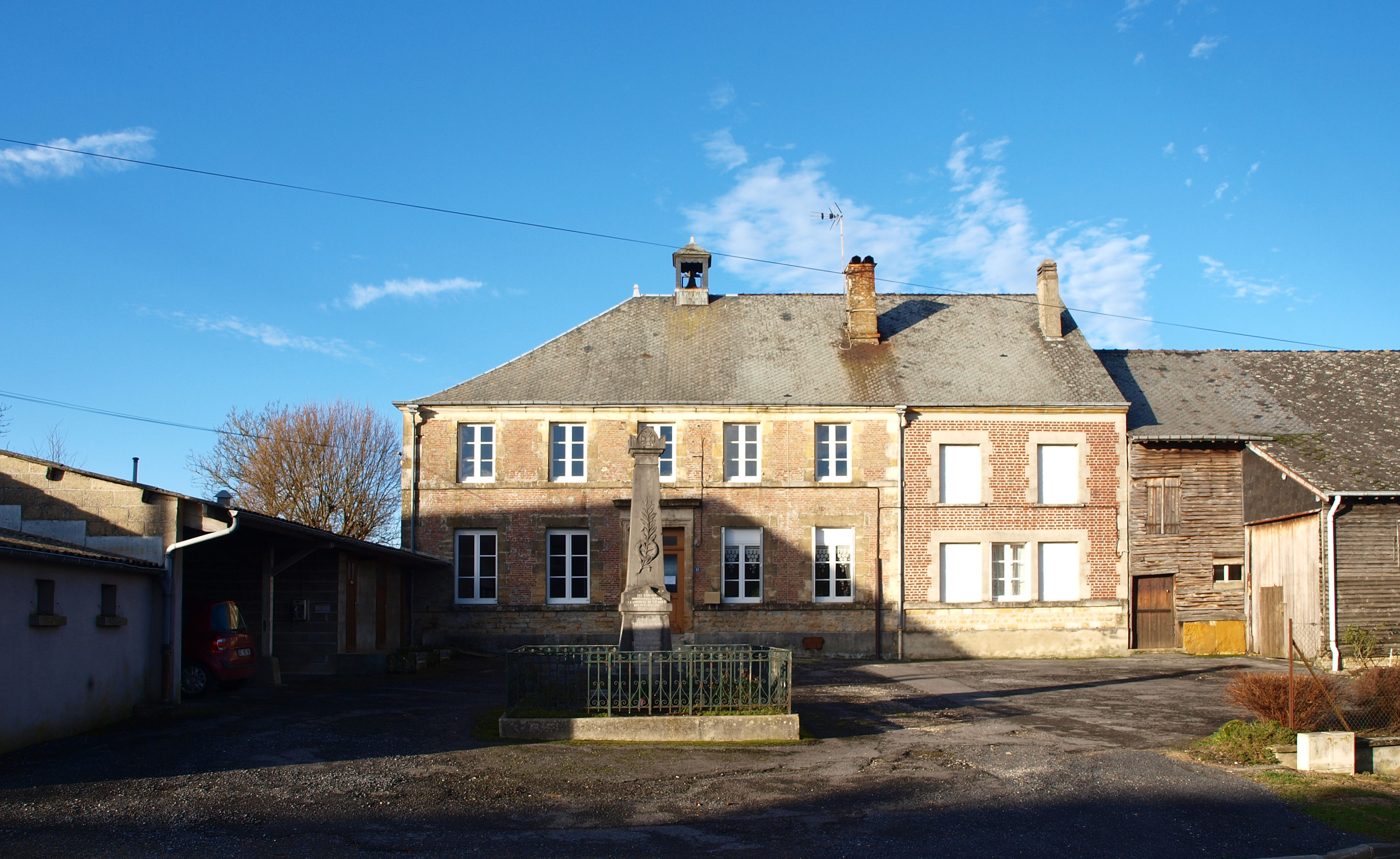
قاعة المدينة والنصب التذكاري للحرب.